# 2050 Francis
2050 Francis (1974 KA) là một tiểu hành tinh vành đai chính được phát hiện ngày 28 tháng 5 năm 1974 bởi Helin, E. F. ở Palomar.